# Моногаров, Владимир Дмитриевич
Владимир Дмитриевич Моногаров (25 июля 1926, Киев — 11 октября 2020, там же) — советский и украинский альпинист, заслуженный мастер спорта СССР (1967), доктор биологических наук, профессор-физиолог кафедры медико-биологических дисциплин Национального университета физической культуры и спорта Украины.

## Биография
Закончил Киевский государственный институт физической культуры. Четырнадцать лет руководил проблемной лабораторией высоких тренировочных нагрузок. Совершал восхождения и работал в лагерях экспедициях на Кавказе, Памире, а также за границей. В старости продолжал совершать восхождения, работал в гималайских лагерях, планировал покорить Эверест в рекордном возрасте, но не нашёл спонсоров.
Всего совершил 18 первовосхождений, семь из которых по маршрутам шестой (высшей) категории трудности.
В 2006 году, в возрасте 80 лет, поднялся на западную вершину Эльбруса, став номинантом Национального реестра рекордов Украины, как «Самый пожилой человек в мире, поднявшийся на Эльбрус».
Скончался 11 октября 2020 года.

## Личная жизнь
Имеет сына и дочь, а также внуков.

## Публикации

### Его
- монография, посвящённая проблемам утомления в спорте, его преодолению и компенсации
- Влияние акклиматизации на силу мышц альпинистов // Теория и практика физической культуры. — 1964. — № 12;
- Методика совершенствования подготовки альпинистов к восхождениям в Гималаях (в соавторстве с А. Г. Овчинниковым, X. Н. Полищуком, А. К. Фоминым) // Методические рекомендации по подготовке к восхождению на Эверест (8848 м). — Киев: РНМК, 1981;
- На родине альпинизма (на Пти-Дрю по пути Маньоне и Бонатти) // Сб. Идущие к вершинам. — Киев: Здоровье, 1983; Научно-методическое обеспечение подготовки советских альпинистов к траверсу массива Канченджанги // Теория и практика физической культуры. — 1991. — № 4.
- В 1991 выступал с докладами на международном конгрессе по высокогорной медицине в Швейцарии и на международном симпозиуме по высокогорной медицине в Японии.

### О нём
- Фельдман В. С. «Вершины его жизни» // «Киевский инфизкульт: годы и люди». — Киев: Здоровье, 1990. (По материалам Веры Матвеенко, Веры Шер).
- «Взойти на вершину» — документальный фильм о восхождении группы Моногарова на Ушбу в 1972 году.

## Награды
- Награждён двумя медалями «За трудовое отличие»
- Почётная грамота Президиума Верховного Совета УССР.
- Медаль «За трудовую доблесть» (1990). Присвоена за подготовку восходителей на Канченджангу.